# Såggölen (Kvillinge socken, Östergötland)
Såggölen är en sjö i Norrköpings kommun i Östergötland och ingår i Kilaån-Motala ströms kustområde.